# Prochiloneurus aureipleurum
Prochiloneurus aureipleurum är en stekelart som först beskrevs av Girault 1932.  Prochiloneurus aureipleurum ingår i släktet Prochiloneurus och familjen sköldlussteklar. Inga underarter finns listade i Catalogue of Life.